# Comuna de Olszewo-Borki
Olszewo-Borki (polaco: Gmina Olszewo-Borki) é uma gminy (comuna) na Polónia, na voivodia de Mazóvia e no condado de Ostrołęcki. A sede do condado é a cidade de Olszewo-Borki.
De acordo com os censos de 2004, a comuna tem 9273 habitantes, com uma densidade 47,4 hab/km².

## Área
Estende-se por uma área de 195,75 km², incluindo:
- área agrícola: 50%
- área florestal: 43%

## Demografia
Dados de 30 de Junho 2004:
|                      | Total   | Total | Mulheres | Mulheres | Homens  | Homens |
| -------------------- | ------- | ----- | -------- | -------- | ------- | ------ |
|                      | pessoas | %     | pessoas  | %        | pessoas | %      |
| População            | 9273    | 100   | 4545     | 49       | 4728    | 51     |
| Densidade (pop./km²) | 47,4    | 100   | 23,2     | 23,2     | 24,2    | 24,2   |

De acordo com dados de 2002, o rendimento médio per capita ascendia a 1339,41 zł.

## Comunas vizinhas
- Baranowo, Krasnosielc, Lelis, Młynarze, Ostrołęka, Rzekuń, Sypniewo